# Epidesma gnoma
Epidesma gnoma là một loài bướm đêm thuộc phân họ Arctiinae, họ Erebidae.